# モナ・リザ (プラド美術館)

レオナルド・ダ・ヴィンチのオリジナルの『モナ・リザ』。ルーヴル美術館所蔵。

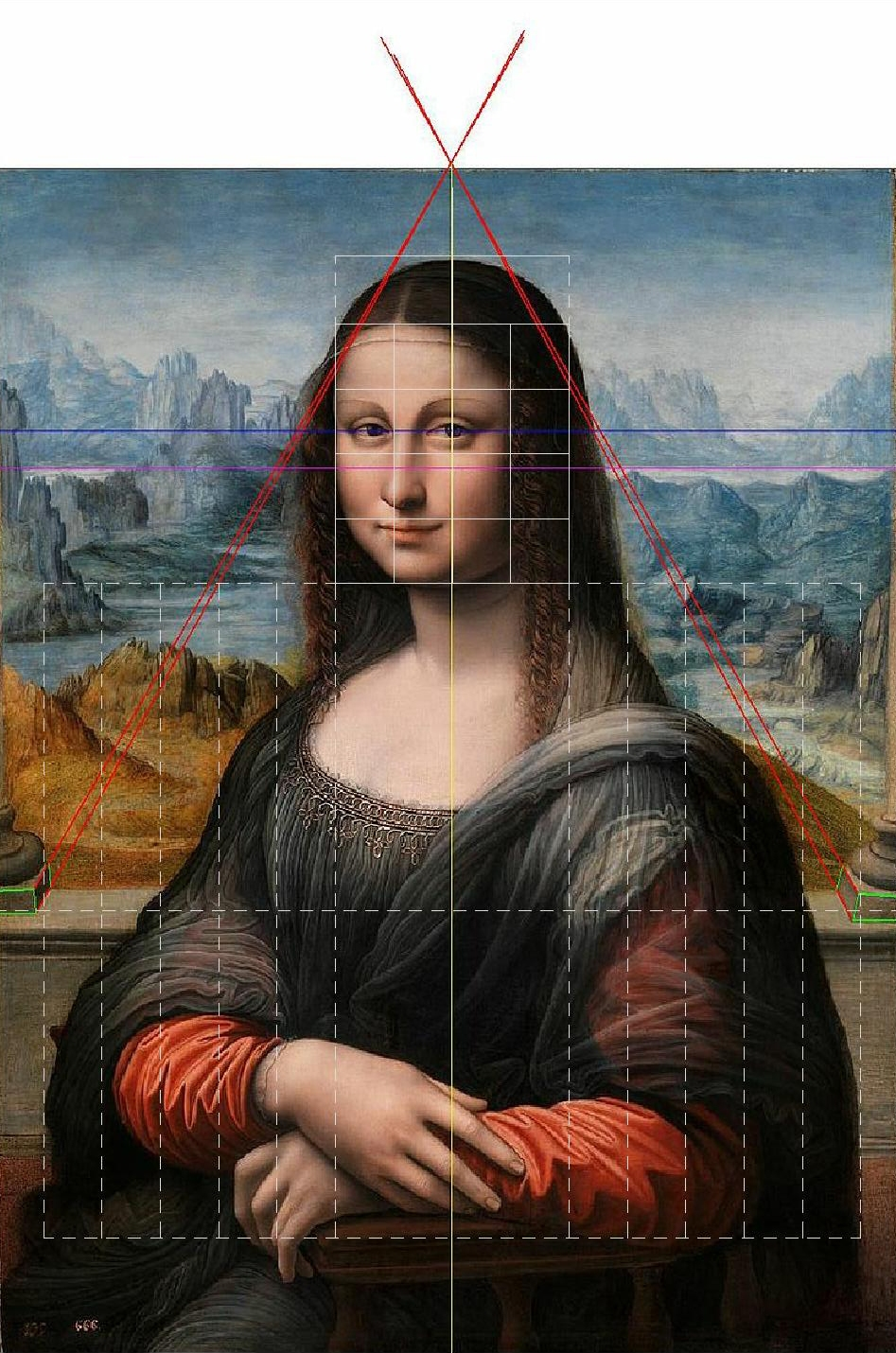
プラド美術館のバージョンの遠近法と比率。

『モナ・リザ』（伊: La Gioconda, 英: The Mona Lisa）は、ルネサンス期の巨匠レオナルド・ダ・ヴィンチの有名な絵画『モナ・リザ』の複製である。クルミ材のパネルに油彩。1666年に「Mujerde la mano de Dabinci」としてスペイン王室のコレクションに記録され、19世紀以降、マドリードのプラド美術館に所蔵されている。
このバージョンの優れた品質は風景を覆っていた黒い絵具層の除去を含む修復作業の後に明らかとなった。絵画の調査によると、ルーヴル美術館の『モナ・リザ』に確認される修正の痕跡と同じ要素がプラド美術館版の複製の、特に左肩、右腕の袖などに存在することが判明している。つまりレオナルド・ダ・ヴィンチの工房で師の監督のもと、本人かあるいは彼の弟子の1人によって、ルーヴル美術館のオリジナルと同じようにプラド美術館のバージョンもまた変更されたと思われる。しかし一部の専門家は本作品の制作にレオナルド・ダ・ヴィンチが直接関与したことを否定している。

## 概要
『モナ・リザ』の複製は数多く存在しているが、プラド美術館のイタリア・ルネサンス絵画の主任学芸員であるミゲル・ファロミール・ファウスによれば、王室コレクションに由来し、美術館の開館以来より所蔵されているプラド美術館版は「おそらく『モナ・リザ』の最初の既知の複製」であり、レオナルド・ダ・ヴィンチの弟子の1人によってオリジナルと同時期に同じ工房で描かれた特殊性を示している。ルーヴル美術館が『聖アンナ レオナルド・ダ・ヴィンチの究極の傑作』（La Sainte Anne, l'ultime chef-d'œuvre de Léonard de Vinci）と題する展覧会のために本作品の借し出しを求めた後、プラド美術館は2010年から実施した絵画の分析と修復作業の最中にこの特殊性を発見した。絵画は標準的な科学的調査を受けており（赤外線リフレクトグラフィー、X線撮影、紫外線蛍光撮影、実体顕微鏡検査）、保存状態の調査から支持体がクルミ材であることが判明し、赤外線リフレクトグラフィーとかすめ光検査による絵画表面の検査からは、暗い背景の下に風景が存在することが明らかになった。プラド美術館は赤外線リフレクトグラフィーで撮影された画像を2004年にルーヴル美術館の『モナ・リザ』から撮影したものと比較した結果、2つの作品の絵具層の下にある素描が同一であり、女性像のサイズと形が実質的に同じであることを発見した。さらにレオナルド・ダ・ヴィンチがオリジナルに加えた修正はマドリード版の複製においても1つずつ再現されていた。それにもかかわらず、ミゲル・ファロミール・ファウスはレオナルド・ダ・ヴィンチが複製の制作に関わった可能性を完全に否定している。その一方で、オリジナルと同時に複製が制作された理由は謎のままである。
プラド美術館のバージョンは非常に薄いものの眉毛を持っているが、ルーヴル美術館の『モナ・リザ』は眉毛を欠いているように見える。
クラウス＝クリスティアン・カーボンとヴェラ・M・ヘスリンガー（Vera M Hesslinger）の2人の研究者は、ルーヴル美術館とプラド美術館のバージョンを並べると両作品はわずかに視点が異なっており、2つの絵画の間に5センチのギャップが生じることを発見した。彼らは比較の結果から、レオナルド・ダ・ヴィンチによって行われた最初の立体画像の試みであると主張した。しかしレオナルド・ダ・ヴィンチがそれを意図的に行ったと推論することは不可能である。

## 来歴
プラド美術館の複製の起源はルーヴル美術館のオリジナルに直接関係している。X線撮影によりプラド美術館版の初期の絵具と構成はルーヴル美術館のものと類似しており、それに対する変更はレオナルド・ダ・ヴィンチが制作の途中で『モナ・リザ』に加えたものとほぼ同じであることが確認された。これらの要素はレオナルド・ダ・ヴィンチの工房で、師の監督下にある弟子が『モナ・リザ』のオリジナルと同時に制作したとする説を支持している。パネルに使用されている支持体はルーヴル美術館のオリジナルの『モナ・リザ』が厚さ13mmのポプラ材であるのに対して、マドリード版は厚さ18mmのクルミ材であり、パネルの品質が優れているため、マドリード版はオリジナルよりもはるかに優れた保存状態にある。背景の風景や赤毛の色、衣類、ヴェール、椅子などに関する情報を提供している。画家は非常に高品質の素材を使用し、制作においても細心の注意を払っているが、ミゲル・ファロミール・ファウスによれば技法は非常に異なっており、レオナルド・ダ・ヴィンチに特徴的な成熟したスフマートは見られず、また描画の質も低く、筆触は単純で、連続的かつ直線的であることに加えてコンパクトであり、はるかに限定された画家に特有のものである。
スペインの『モナ・リザ』に関する最初の言及は、スペイン国王フェリペ4世の死後の、1666年に作成されたマドリードのアルカサルの目録にあると思われる。この絵画はアルカサル南部のギャラリーの588番の絵画である可能性が非常に高く、「レオナルド・アビンセ（Leonardo Abince、レオナルド・ダ・ヴィンチのこと）の手による女性」と説明されている。
しかし、作品がいつの時代にスペイン王室のコレクションに追加されたのかは不明である。スペイン国立図書館に所蔵されている『マドリード手稿』と呼ばれる2巻にまとめられた手稿を含む、レオナルド・ダ・ヴィンチの貴重な紙媒体の作品を所有していた彫刻家ポンペオ・レオーニがスペインに持ち込んだと推測されている。しかし、この仮説はいかなる証拠書類によっても裏付けられていない。絵画はプラド美術館の設立時に移され、1819年に開館して以来収蔵されている。

## 修復による再発見

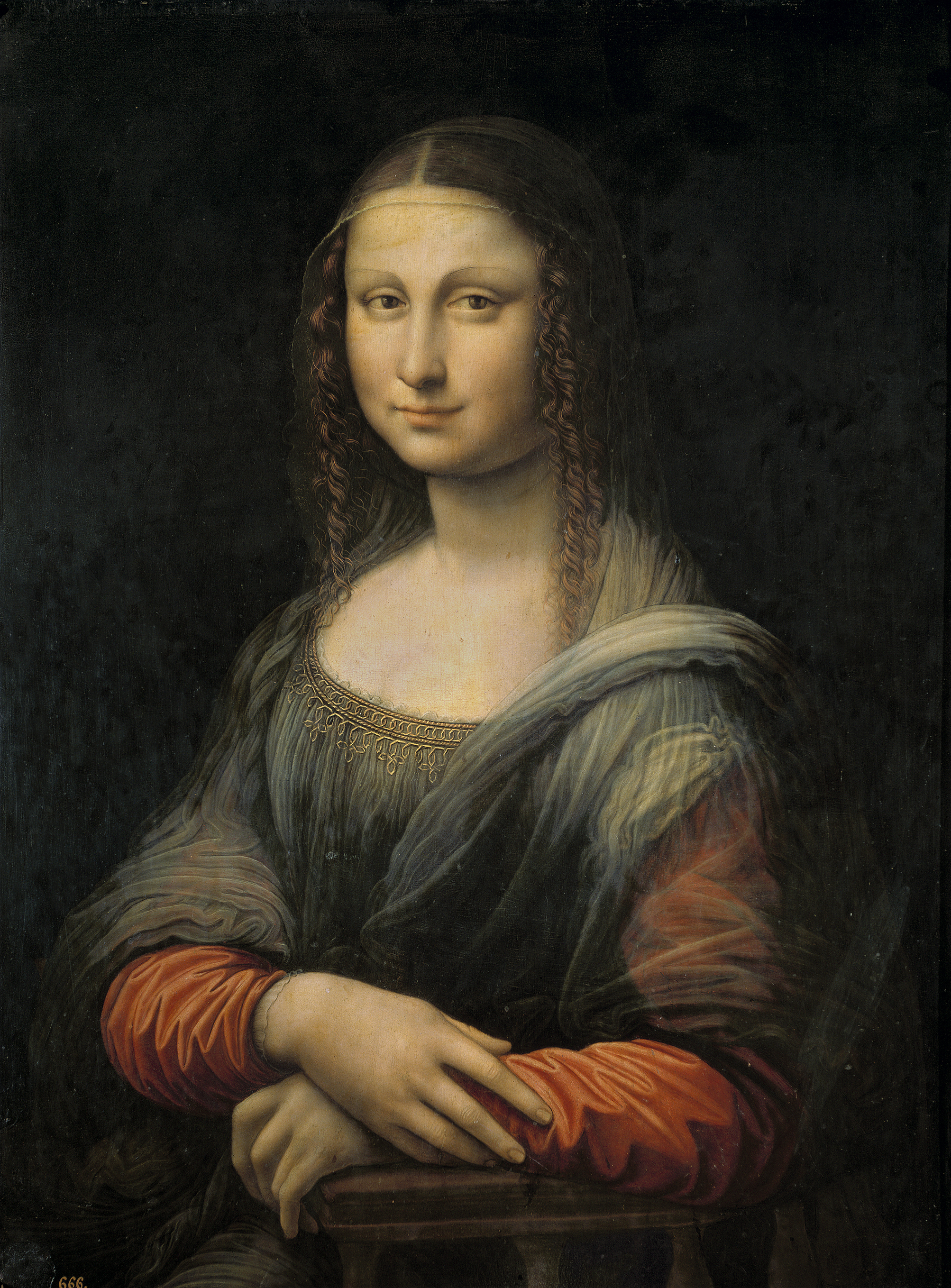
修復前の外観。背景が黒く塗られている。

絵画を展覧会で展示したいと考えていたルーヴル美術館の要請により、プラド美術館は2010年に修復作業を中止し、黒く変色したニスの除去を決定した。この修復により、レオナルド派の作品であることが明らかとなり、2012年1月にロンドンのナショナル・ギャラリーで開催された専門家会議で発表された。
マドリード版の分析と修復作業は背景として機能していた黒い塗り直しを除去し、ルーヴル美術館の『モナ・リザ』に描かれているものと同様のトスカーナ地方の表現を明らかにした。レオナルド・ダ・ヴィンチの作品はすでに大きな名声を享受していたため、1750年頃に 追加された黒い塗り直しが注目を集めている。おそらく、この塗り直しは装飾的な理由で、他の暗い背景の肖像画と一致させるためか、あるいは風景の特定の領域、つまりアッダ川（ロンバルディア地方を流れるポー川の支流）の領域が未完成だったために行われた（マドリード版の風景は、オリジナルの風景の中間状態に対応している）。
また、プラド美術館の『モナ・リザ』はオリジナルよりもはるかに保存状態が良いことが判明した。実際にルーヴル美術館の『モナ・リザ』は実際よりも年上に見えるのに対し、プラド美術館の『モナ・リザ』は20代のように見える。これは黒ずんだ顔料、黄ばんだニス、絵画のひび割れによって説明されている。しかし、作品の脆弱性を考えると修復を実行するにはリスクが伴うため、近い将来にオリジナルの『モナ・リザ』を修復することは困難とされている。専門家によると、この複製はオリジナルを取り巻く謎のいくつかを明らかにしている。
|  |  |

## 帰属

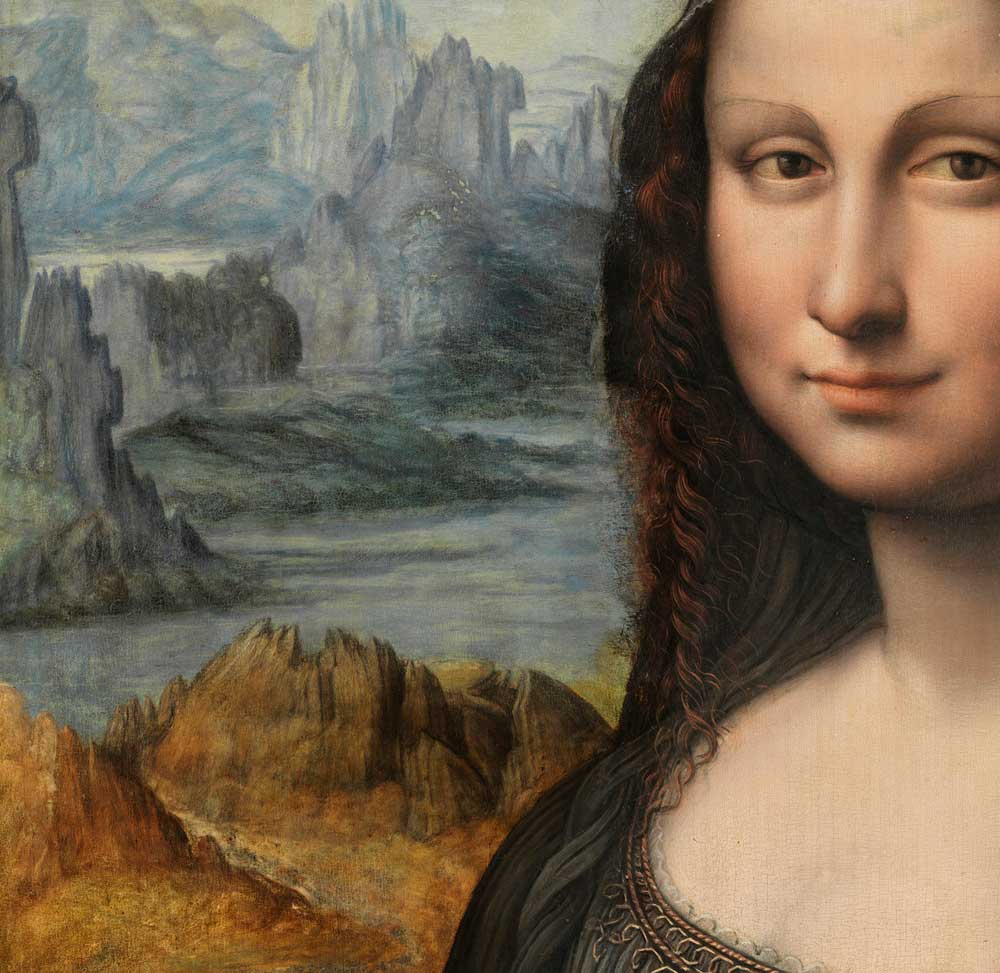
修復された風景。

風景を覆い隠した黒い絵具のために、16世紀の第1四半期に制作されたレオナルド・ダ・ヴィンチの環境にある外国の複製であると信じられていた。2011年までは、北方ヨーロッパ（フランドル、オランダ、ドイツ）の絵画と関連する支持体のオーク材のパネルで制作されたと考えられていたが、イタリアではオーク材は用いられていなかった。しかし実施された調査では、実際にはイタリアで使用され、レオナルド・ダ・ヴィンチが『白貂を抱く貴婦人』、『ラ・ベル・フェロニエール』、『洗礼者聖ヨハネ』などの様々な絵画に使用したクルミ材であることが判明した。この調査結果は混乱をもたらし、美術史家ホセ・マリア・ルイス・マネロ（José María Ruiz Manero）でさえ、1992年に「スペインの16世紀のイタリア絵画」（Pintura italiana del siglo XVI en España）と題した論文で、16世紀にフランドルの画家によってフランスで制作された可能性が非常に高いと信じるようになった。一方、フアン・J・ルナ（Juan J. Luna）はハンス・ホルバインに帰することが可能であると考えた。

### ロンバルディア派
プラド美術館の調査により、マドリード版はレオナルド・ダ・ヴィンチが『モナ・リザ』を描くのと同時に制作されたという結論に至った。複製はオリジナルの進捗状況と修正を反映した並行作業であった。これが制作者に関する説がレオナルド・ダ・ヴィンチの工房で働いた弟子のサークルに限定されている理由である。一部の美術史家は複製をレオナルド自身に帰属したが、これは断固として否定された。プラド美術館のアナ・ゴンザレス・モゾ（Ana González Mozo）は明確な個性を持ち、それゆえにマドリード版の様式とは異なっている、レオナルド・ダ・ヴィンチの協力者でありロンバルディア派の代表的な画家ジョヴァンニ・アントーニオ・ボルトラッフィオ、マルコ・ドッジョーノ、ジョバンニ・アンブロージオ・デ・プレディスへの帰属を否定している。ドッジョーノあるいはアンブロージオ・デ・プレディスはレオナルド・ダ・ヴィンチに基づく複製は制作していない。

### メルツィとサライ

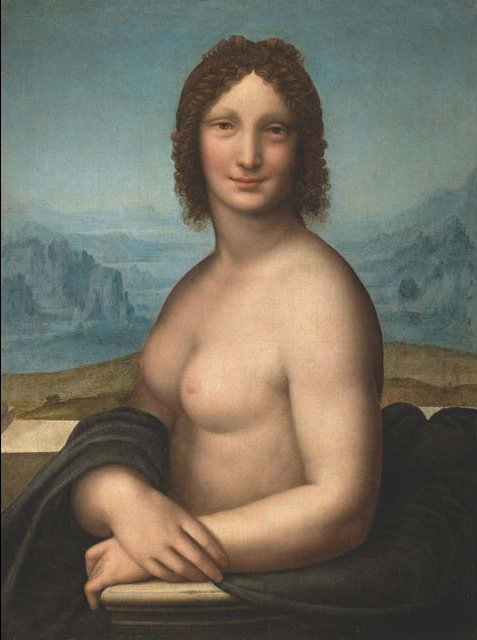
サライとして知られるジャン・ジャコモ・カプロッティの『モナ・ヴァンナ』。スイスの個人コレクション所蔵。

フランス博物館研究修復センターの主任学芸員であるブルーノ・モッティン（Bruno Mottin）は、マドリード版がレオナルド・ダ・ヴィンチの2人のお気に入りの弟子の1人であるフランチェスコ・メルツィあるいはアンドレア・サライ（ジャン・ジャコモ・カプロッティ）によって制作されたと想定している。サライは画家としてよりもレオナルド・ダ・ヴィンチとその工房のモデルとしてよく知られている。通常はサライに帰属される作品がいくつか知られているが、サライは絵画に署名しなかったため、マドリード版との比較が複雑になった。サライの作品の1つは、両性具有の外観を持つセミヌードの女性の肖像画『モナ・ヴァンナ』である（この作品の様々な複製の中で最も注目に値するのは、スイスの個人コレクションとエルミタージュ美術館に所蔵されているものである）。レオナルド・ダ・ヴィンチの作品を専門とする女性研究者兼作家のドロレス・ガルシア（Dolores García）は、この『モナ・ヴァンナ』とマドリード版の身体的特徴と技術の類似点、および他の要因により、サライをおそらく複製の制作者と見なすようになった。もっとも、批評家の中にはサライが描いたと考えるにはマドリード版は質が高すぎると考える人もいる。ガルシアによれば、メルツィは1506年から1507年にレオナルド・ダ・ヴィンチの工房に加わったため、本作品の制作にほとんど参加できなかったとのことである。フィレンツェの画家の主な専門家であるピエトロ・マラーニ（Pietro Marani）もサライまたはメルツィへ帰属を否定している。

### スペイン人の弟子
イタリアの専門家は、フェルナンド・イェーネス・デ・ラ・アルメディナやエルナンド・デ・ロス・リャノスのようなスペイン人の弟子を呼び起こすことを好む。バレンシア地方で活躍した2人の画家はいずれもレオナルド・ダ・ヴィンチの弟子であり、前者はフレスコ画『アンギアーリの戦い』でレオナルド・ダ・ヴィンチと協力しなければならなかった。美術評論家アレッサンドロ・ヴェッツォシは1505年の文書はレオナルド・ダ・ヴィンチの工房に、フェルナンド・リャノス（Fernando Llanos, エルナンド・リャノスの変形）またはフェルナンド・ヤニェス・デラ・アルメディナの可能性がある「フェランド・スパニョーロ、ピットーレ」（Ferrando Spagnolo, pittore, 「フェランド・スパニョーロ」または「スペイン人、画家」の意）を含む特定のスペイン人の助手がいることを示していることに注意し、メルツィまたはサライへの帰属を否定している。